# مرغ توفان سیاه
مرغ توفان سیاه(نام علمی: Oceanodroma melania) نام یک گونه از سرده اقیانوس‌روها است.